# Полски Сеновец
Полски Сеновец е село в Северна България. То се намира в община Полски Тръмбеш, област Велико Търново.

## География

### Местоположение
Полски Сеновец се намира в средната част на Дунавска равнина, на 12 km югозападно от гр. Полски Тръмбеш, на 32 km северно от гр. Велико Търново, на 4,4 km от село Стефан Стамболово, на 4,4 km от село Петко Каравелово и 3 km от село Иванча.

### Релеф
Като цяло релефът в землището на селото е равнинен.
За землището на селото са характерни скалните маси от тип долна креда и болични отложения – песъчлив льос, глинест льос.
На север се намира хълмът Челеби бъдро, а на юг – Бърчината. Най-високата точка в землището на Полски Сеновец е 115 m.

### Води
- язовир Полски Сеновец
- минерални извори Братаневец и Чалъкца
- река Гаргалъка (приток към река Янтра), известна още като Сеновското дере

### Почви
В Полски Сеновец 80% от почвите в землището са черноземни: алувиално-ливадни, ливадно-черноземни. В хълмистата част от селото малка част от почвите са горски.

### Климат
Климатът в Полски Сеновец е умерен. Най-ниските температури през месец януари достигат до –26 °C. Най-високите температури са достигани през месец август – до 39 °C. Най-високата влажност на въздуха е през месец януари – 85%, а през месец юли е най-малка – 65%.

## Флора и фауна
В землището на селото най-разпространени дървесни видове са тези на широколистните (85%) и иглолистни (14%). Най-разпространени са дървесните видове: липата, зимния дъб, габъра, тополата. Типични представители на храстите са чемширът, акацията и дрянът.
Животинския свят е типичен за Дунавската равнина. Могат да се срещнат животински видове: зайци, лалугери, мишки, лисици, чакали. Представители на птиците в землището на селото са диви патици, гъски, фазани, яребици, диви гълъби и гургулици, бели щъркели.

## История

### Възникване
Като селище е известно от римско време. Местните жители са били популярни като добри скотовъдци, грижещи се за конете на римляните, пребиваващи в известния за времето си Никополис ад Иструм (6 km на юг от Полски Сеновец). Смята се, че от това са се възползвали и прабългарите векове по-късно. В землището на населеното място са открити няколко могили.

### Османско владичество
Първите сведения за създаването на Полски Сеновец като българско селище са от XV век. Името на селото се среща в архивните документи като Осяновец, Сеновяц. В Табак махала са намерени останки от християнски гробища и артефакти от българския бит. В землището на селото и околните населени места е известно, че през средата на този век по тези земи са съществували български махали. За поминъка на първите сеновчани може да се каже, че е бил в областите на грънчарството, земеделието и животновъдството.
В района около землището на Полски Сеновец са съществували няколко малки селца: Сърница, Глогата, Дунавлий и Суванджикьой. Тези села са били сравнително малки, приблизително по 100 – 200 души от всяко село. Когато са започнали османските набези, жителите на тези села са били нападани и ограбвани. Българите от селата се обединили и се заселили в село Сяновец. По-късно се дава името Полски Сеновец. Предполага се, че другите села са били във или около землището на Полски Сеновец. Така село Сяновец приема жителите на тези села и се създава едно по-голямо село в долината на Табак махала. Предполага се, че на хълма Бърчината са създадени и наблюдателници.
Българите, които живеели в селото, били подчинени на османската власт, но пазели ревностно своята история, култура и духовност. По първи сведения през XVI век населението на селото е било приблизително 800 – 900 души. Предполага се, че в Табак махала е построена и първата православна църква. Турците в селото живеели в Долната махала, където построили и своя джамия. Сеновчани живеели в мир с тях, дори и след изселването им в село Одаите (дн. Петко Каравелово). Смята се, че местните са се грижили за добитъка на местните големци в замяна на ненамеса в делата на жителите му. Османските турци се изселват от Полски Сеновец към средата на XIX век. Въпреки трудните времена на османско владичество, сеновчани запазват корените си и взимат участие в организационни дейности, свързани с борбата за освобождение на България.

### Възраждане
До Освобождението беят на селото е имал няколко чифлика и обработвал най-плодородните земи из селото.
12 храбри българи от Полски Сеновец са подготвени и изпратени в Бяла Черква, за участие в Априлското въстание. Въстаниците пристигат във въстаническото село, когато четата вече е заминала. Сеновчаните като Цани Гечков работят в Румъния и други страни като строители, градинари и земеделци. Освен средствата, които носят в хазната, българите снабдяват борците за свобода в селото с пушки, пистолети и барут. След Освобождението селската община се помещава в механата (дюкянът) на турския бей, изселил се от селото. През месец юни 1877 г. тържествено е посрещната част от освободителната руска войска. В новоосвободена България стотици сеновчани взимат участие в Българо-сръбската война и борбите за обединение на България. Сеновец дава много герои, но и много жертви през Първата и Втората световни войни. Съществувал е проект за издигане на паметник за загиналите войници в центъра на селото. Към средата на XIX век в селото се създава „Земеделска дружба“. В нея през първите години членуват средни и малки земеделски производители. След настъплението на освободителните руски войски, Мустън бей предлага на свещеник Петър Маринов Дачев да придобие безвъзмездно чифлика и имотите му. Свещеникът отказва поради националистическите и моралните си подбуди.

### Княжество България
Първият кмет на Полски Сеновец е Ташо Делимаринов (Банков), консерватор избран след 1877. Същата година е създадена и Селско Общинско управление. Старата сграда на кметството се е намирала в близост до Православния храм. Политическото разпределение в селото е било основно към либералната, народната и консервативната партия. Вторият кмет на селото Иван Ганев е представител на либералната партия. В начало на двадесети век в селото се развива занаятчийството. В края на XIX век в населеното място и край него се създават първите мелници и работилници. Във всяка от махалите е имало поне една кръчма, където освен за забавления, хората са обсъждали всички теми, които ги интересуват. Първият шивач в Полски Сеновец е Георги Плаковски, който се преселва от Балкана. През следващите години се създават две шивачници в Горна и Долна махала. Първият обущар в селото е Стефан Павлов, който е роден в Горна Оряховица. Различни работилници са отворени през следващите години от жители на селото и преселници от Горна Оряховица и Велико Търново. Марин Янков от БЗНС Полски Сеновец е представител в Петото велико народно събрание.

### Царство България
През 1912 година в Полски Сеновец се открива полицейски участък. През 20-те години стотици сеновчени започват да работят сезонно в България и чужбина като градинари, строители, майстори. Десетки жители на Полски Сеновец работят като железничари и имат осигурен транспорт от железопътна спирка Полски Сеновец до населеното място. Марин Черкилиев заминава от родното си село в началото на века за САЩ, където сменя различни професии, работи в няколко щата и е пример за един достоен и трудолюбив жител на селото. През 1924 г. Черкилиев закупува и доставя в Полски Сеновец първия трактор „Булдог“ заедно с вършачка.
След трите силни земетресения с магнитуд над 7-а степен по Рихтер между 1908 – 1913 г., които почти напълно разрушават селото, се създава каменоломна. Тя се е намирала на хълма Бърчината. Качественият камък е закупуван от жители на други населени места за строеж.
В трудовете си известните български етнографи Анастас Иширков и Стоян Романски отбелязват специфичния оттенък на сините очи и издължените тесни лица на жителите на Полски Сеновец, нехарактерни за славяните, което предполага тракийски корен.
1911 г. остава в историята на Полски Сеновец с това, че е създадена първата пощенска станция и селото има връзка чрез телефон и телеграф. Станцията се помещава в старата сграда на кметството. От 1902 до 1926 в селото се намира централата на Българска земеделска банка, след което се премества в Полски Тръмбеш. След 1926 започва изграждането на площадът в селото. През 1919 г. в Полски Сеновец е създадена Потребителската кооперация „Съгласие“. Нейни основатели са Марин Янков и Стефан Стефанов. През 1922 в нея влизат 87 души. След две години е преименувана на Кредитна кооперация „Съгласие“. Председател на кооперацията през 30-те години е Ангел Събев.
Тя подпомага жителите на селото от средната и ниската класа в обществото. Кооперацията снабдява със стоки магазинът на Съби Атанасов. Освен това при нужда съдейства за подпомагане на различни благородни инициативи. В селото е снабдявала голяма част от хората с различни стоки. През 1944 броят на съдружниците е 327 души. Жителите на Полски Сеновец осъждат фашистката агресия водена от правителството през годините. Според изявления на местните власти България може да обедини своите територии без създаване на излишни конфликти и провокации. Сградата на кметството в селото е построен през 1930 година. Кметството става община през 1934 и към нея влиза село Градина(Стефан Стамболово) до 1945. Към общинския съвет се създава доброволчески отряд. В селото се открива родилен дом.

### Народна република България
През 1945 в Полски Сеновец е прокаран първият електропровод с висока мощност и за около година селото е изцяло електрифицирано. Българската комунистическа партия и земеделската партия стават основните политически сили в селото. Сборът на селото е преместен на 23 октомври. В Сеновец се създава Туристическо дружество „Христо Ботев“. От 1959 Полски Сеновец става общински център и към него влизат селата Петко Каравелово, Куцина и Стефан Стамболово. Кооперациите в селата се обединяват в Потребителска кооперация „Съединение“. В селото се създава и пчеларско дружество „Пчела“.
Първият търговски комплекс от магазини за различни стоки и ресторант е построен през 1969. През седемдесетте години налице е обновеният площад на селото и в самия център са изградени пейки, фонтан и парк. В селото се построява детска градина „Осми март“. Създава се авто-мото клуб и здравна служба. Кооперациите от съставните села на Сеновската община се обединяват в Потребителска кооперация „Съединение“.
Същата година се създава и промишлен комбинат с различни направления – пренавиване на електродвигатели, ремонтни дейности върху радио и телевизионна апаратура и металообработване. Създават се и две шивашки ателиета.
През 1971 г. в Полски Сеновец е издигнат паметник на Георги Димитров. Първата дама, която става кмет на населеното място, е Марийка Влахова-Лазарова, избрана за първи мандат през 1972 година. Влахова е била учителка в Основно училище „Никола Йонков Вапцаров“. Тя е и най-дълго управляваща селото кмет. През 1977 година в селото започва да се издава местен вестник „Кооперативно дело“. Главен редактор на вестника е била Славка Илиева. Същата година пред читалището се поставят паметни плочи на загиналите във войните от Полски Сеновец.

### Република България
Краят на 1989 г. е белязан с драстични промени в политическия и стопанския живот в Полски Сеновец. Демократичните и земеделските политически сили са част от управлението на селото. Много от жителите на селото се устройват в съседните градове, но също така в Полски Сеновец се преселват и хора, работещи в селото или поради други причини. Паметникът на Георги Димитров в селото е залят със синя боя като символ на „демократичния процес“. Монументът е почистен от съвестни жители на селото. Каквато и да е историята ни, ние не трябва да я оскверняваме, това е мнението на хората от селото, които винаги са били трудолюбиви и поддръжници на свободата. Въпреки че населението на селото намалява, през почивните дни и ваканциите много от хората със своите семейства се завръщат за да видят родители и роднини и да помогнат в домакинството. В началото на XXI век, на хълма Бърчината е монтирана антена за осъществяване на различни телекомуникационни услуги (мобилни връзки, интернет). През 2010 година се открива първата Фотоволтаична електрическа централа. В началото на новия век също така в селото се купуват имоти от чужди граждани (Русия, Обединеното кралство, Франция, Италия). Много от тях стават постоянни жители на Полски Сеновец.

## Население

### Брой на населението
| Година    | 1882 | 1893 | 1900 | 1920 | 1934 | 1946 | 1956 | 1965 | 1975 | 1984 | 1991 | 2001 | 2011 | 2021 |
| --------- | ---- | ---- | ---- | ---- | ---- | ---- | ---- | ---- | ---- | ---- | ---- | ---- | ---- | ---- |
| население | 2101 | 2274 | 2378 | 2817 | 3012 | 2990 | 2922 | 2730 | 2231 | 2270 | 1602 | 870  | 719  | 545  |

### Език
Жителите на Полски Сеновец и околните селища, говорят и пишат на български език, част от мизийската диалектна група. Диалектът спада към мизийско (шуменски/плисковско-преславски) говор.

### Религия
В Полски Сеновец повече от 90% от населението изповядва православно християнство. Църковното настоятелство е в състава на Великотърновската духовна околия и Великотърновска епархия.
Преди да бъдат построени православни храмове в селото, духовници и свещеници от Преображенски манастир са посещавали населеното място. През следващите години свещеник Панайот от Самоводене и свещеник Петко от Никюп служат в Полски Сеновец. Първият свещеник в селото е Йорго Петков. Първите църковни настоятели в селото са: Пенчо Джамбазов, Петко Станков, Йорго Йоргов, Петър Тонков и Ангел Влайбев. Църковното настоятелство притежава земи в местностите Совата, Мочерето и Вехтите лозя.

#### Православен храм „Свети Теодор Стратилат“
Православният храм „Св. Теодор Стратилат“ е строен в периода 1836 – 1837 година. Църквата е построена в старобългарски стил. Храмът е осветен през 1938 година. Първият свещеник от селото е Йорго Петков. Свещеникът е избран от Църковното настоятелство в селото. По-късно се избират и комисари, които разпределят средствата от приходите на енорията. Положени са много средства и труд за построяването му от жители на Полски Сеновец и околните села. Поп Петър Маринов Дачев е ръкоположен през 1843 година, израснал в духовно семейство и живял забележителните 104 години (1793 – 1897). От 1870 до 1903 свещеник в селото е Петър Влайбев. В Полски Сеновец от 1903 година съществуват две енории. Митрополит Антим посещава Полски Сеновец. По време на престоя си извършва водосвет и проповядва Христовата вяра. Марин Господинов е свещеник от 1903 до 1933. Енорията в Сеновец обслужва селата Раданово, Петко Каравелово (Одайте) и Орловец (Ердованлии). През 1923 Великотърновския митрополит Филип посещава жителите на Полски Сеновец десет години по-късно и обслужва литургия. Десет години по-късно митрополит Софроний също посещава селото. Храмът в Полски Сеновец се сдобива с нова камбана през 1931. В края на април 2015 започва ремонт на храма. Свещеник в църквата е ик. Асен Стоянов Иванов.
- Храмов празник – 8 юни(21 юни – стар стил)

## Местности в землището на Полски Сеновец

### Братаневец
Местността Братаневец се намира на запад от селото. На нейна територия се навира минералния извор Бретаневец. В местността се отглеждат най-вече зърнени култури.

### Белопъстрица
Намира се на север от селото. В землището на местността има ливади и поляни, както са и засадени различни видове храсти и билки.

### Орешака
Намира се на север от Полски Сеновец. Това е едно от най-плодородните местности в селото. Могат да бъдат отглеждани всякакви видове зърнени култури. Голяма част от зеленчукопроизводството е съсредоточена в областта. Също така има и множество масиви с различни сортове грозде. Характерно е и големият брой на ореховите дървета в Орешака.

### Бидерлийски път
Местността се намира на юг от Полски Сеновец, пътят за село Стефан Стамболово(село Бидерлийци (до 1945), село Градина (социалистически период)).
Други местности в Полски Сеновец: Гръцкия път, Мечи дол, Долни ливади, Вехтите лозя, Под бърдо, Горник, Копотите, Дола.

## Жилищни райони в Полски Сеновец

### Табак махала
Първоначално наричана Табашка. Според местните жители това е най-старата част от селото. За нея се носят множество легенди и предания. Днес махалата се намира на юг от центъра на селото. Нивите и градините покрай махалата са изключително плодородни.

### Горна махала
Намира се на северозапад от Табак махала. Това е най-новата част от Полски Сеновец. От тази махала произхожда най-многолюдният род в селото – родът на Караиванови. От рода на Караивановите произхожда Костадин Караиванов (даскал Динко).

### Средна махала
Намира се северозападно от центъра на селото, между къщите на Горната и Долната махала.

### Долна махала
Възниква след изселването на османските турци от Полски Сеновец. Намира се на североизток от центъра на селото.
| Горна махала | Средна махала | Долна махала | Табак махала |
| ------------ | ------------- | ------------ | ------------ |
|              |               |              |              |

## Местна власт

### Кметове на Полски Сеновец
- Йордан Михайлов – (1989 – 1995)
- Валентин Арнаудов – (коалиция „за Полски Тръмбеш“) (1999 – 2007)
- Йорданка Прашанова – (БСП) (2007 – 2011)
- Мариян Тонев – (ГЕРБ) (2011 –2015)
- Йордан Михайлов – (Ред законност и справедливост)(2015 – 2019)
- Красимир Колев – (независим)(2019 – 2023)
- Петко Иванов – (независим)(2023 – )

### Организации
- Пенсионерски клуб „Здравец“

## Родове от Полски Сеновец
През годините в Полски Сеновец се изселват и се заселват хора от различни населени места. Родовете от селото имат най-много свой родственици в селата Петко Каравелово, Стефан Стамболово, Раданово и градовете Полски Тръмбеш, Горна Оряховица, Велико Търново.
- Караиванови
- Тангълови
- Тонкови
- Михтиеви
- Дачеви
- Прашанови
- Азгорови
- Бодуркови
- Зарзаланови
- Манафови
- Попови
- Четалбашеви
- Шишманови
- Ябанджиеви
- Лазарови
- Тотеви
- Маречкови

## Архитектура
Носят се легенди за разположението на тракийски цитадели в землището на селото. Предполага се, че са били построени римски и тракийски наблюдателници. Първите къщи в селото са били от тип уземна къща. Покривите са били сламени и по-рядко с каменни плочи. През XVII век се появяват къщи с керемидени покриви. Някои къщи са се отличавали с различни апликации върху фасадата на къщата и дървените конструкции. В началото на XX век се появяват няколко къщи в стил сецесион. По време на тоталитарната власт обществените сгради са построени в стил Сталински барок (социалистическа архитектура).

## Образование

### Основно училище „Никола Йонков Вапцаров“
Първото килийно училище в Полски Сеновец е започнало своята дейност през 1847 г. От 1854 учител в селото е Сава Михайловски от Търново. От 1878 година училището се помещава в голяма къща в центъра на селото и за първи път учениците се разделят на две паралелки. Учител е Калушко Пенчов. Константин Кинчев (роден в Стара Загора) въвежда нов ред в структурата на учебното заведение. Търновския преподавател Никола Паскалев продължава развитието на училището и въвежда използването на главни книги от преподавателите. През 1880 е построена сграда за училището от четири класни стаи. От 1900 г. училището в селото има статут на прогимназия. През 1901 пожар опустошава сградата на килийното училище. Един от първите учители в килийното училище жител на селото е Георги Тонков. През 1905 г. е построена сградата на основно училище „Никола Йонков Вапцаров“. След като получава статут на прогимназия, в училището се образоват ученици от Полски Тръмбеш, Петко Каравелово, Стефан Стамболово, Куцина и други населени места. През учебната 1962/1963 броят на учениците наброява 344. През 1977 г. вторият етаж на сградата е частично разрушен от силно земетресение. Същата година училището чества своята 120-годишнина. Удостоено е с орден „Кирил и Методий“ първа степен. В училището са се изучавали общообразователни предмети, обща електротехника, спорт и руски език, немски език (предимно през периода на Царство България) и френски език. Трудолюбиви хора от селото и добри хора от други места помагат за възстановяването на сградата и през 1980 г. учебните занятия в училището продължават. През следващите години се провеждат извънкласни кръжоци по дисциплините: Ракетомоделизъм, Тракторно дело, Електроконструиране и Младо Цветарство. Към училището съществува и Детска педагогическа организация „Септемврийче“. През учебната 1979/1980 е съставена програма и изложба на тема „Земя хилядолетна“. На 30 май 1988 в училището се провежда „Земляческа среща на родени и учители“. Жители на селото, ученици и преподаватели представят различен вид художествена дейност. В това мероприятие, се включват художникът Венко Тонков и дърворезбаря Кольо Маречков. През 90-те години транспортирането на ученици до учебното заведение става чрез лекотоварен автомобил ZSD Nysa 522. Основно училище „Никола Йонков Вапцаров“ е имало статут на прогимназия. Негови възпитаници заемат отговорни постове в различни слоеве на обществото във Великотърновския регион и други български градове. Въпреки тежките последни години преподавателите Илка Тонкова, Катя Цветкова, Кольо Тонков, Диана Зандова и други допринасят за провеждането на пълноценна учебна програма. Кризата в образованието през 2006 г. преустановява дейността на училището, което дълги години е образовало децата от Полски Сеновец и други села.
- Празник на училището – 7 декември

#### Директори на училището
- Кирчо Гайтанджиев (1909 – 1919)
- Велико Тошев (1919 – 1932)
- Йордан Галунов Гечков (1932 – 1945)
- Петър Прашков (1945 – 1960)
- Трендафил Георгиев Трендафилов (1960 – 1988)
- Илка Тонкова (1988 – 2006)

## Култура
Във фолклорната история на селото до днес за запазени четири фолклорни песни, пеели се из селото и района. За Полски Сеновец се споменава и в притчата Бабиният Йовкин кладенец в Сенки край Янтра: Легенди и балади, написана от Иван Йорданов и публикувана през 1933.

### Читалище „Надежда 1883“
Сведения за съществуване на читалищна дейност в селото има от 1883 г. Основатели на културния център са: свещеник Петър Маринов Дачев, свещеник Петко Иванов Улайбев, Георги Трифонов Ябънджиев, Ангел Михтиев, Петко Станков, Марин Янков, Ташо Делимаринов, Петър Дачев, Марин Господинов. Няколко години след основаването си институцията приема името Българско младежко дружество „Надежда“. От 1946 до 1989 е именувано като Народно Читалище „Надежда“. След 1920 се нарича Народно Читалище „Надежда“. За читалището е закупен радиоприемник Филипс. Художникът Асен Попов от Търново изографисва първите декори за театралните постановки. През следващите години се изпълняват пиесите „Целувка пред огледалото“, „Женско царство“, „Под чехъл“ и други. Празникът на културната институция се чества на 6 май. Започва провеждането на литературни вечеринки. По-късно празникът на читалището е изместен два дена след Великден. Въпреки трудните години, благодарение на упоритостта на хората, през 1972 г. се открива нова модерна сграда на народно читалище „Надежда 1883“. При откриването на читалищната сграда е изиграна пиесата „Блокада“, от К. Златаров. В читалището се извършват кръжоци по акордеон. В сградата на читалището се съхраняват 1030 тома книги, вестници и списания от различни периоди. Гости на институцията са били писателите:Димитър Мантов, Димитър Светлин и Цветан Северски.
На 20 септември 2013 г. в Полски Сеновец е проведена тържествена церемония по повод 130 години от основаването на читалището. Гости на събитието са хора от политическия и културния живот в региона. Изнесени са речи както от представители на кметството и читалището, така и от сънародници, за които читалището е техният първи и най-свят прозорец към света. Представени са и музикални изпълнения. Честването завършва с тържествена заря.

#### Председатели на читалището
- Костадин Ангелов (даскал Динко) – преподавател в селото и първи председател на читалището
- Тодор Колев
- Ангел Събев (1921 – 1928)
- Петър Тишев
- Михаил Тангълов
- Иван Азгоров (1950 – 1953)
- Иван Петърчев (1953 – 1963)
- Трендафил Георгиев
- Стилян Терзиев
- Иван Ганев
- Атанаска Дачева
- Колю Чонов
- Даринка Събева Тонкова
- Бонка Галунова

#### Културни организации към читалище „Надежда 1883“
- група за изворен фолклор „Незабравка“
- женска фолклорна група „Полска китка“
- мъжка група за възрожденски и патриотични песни „Родолюбие“
- група за ретро песни „Златен клас“
- група за местен хумор
- театрална група
- група за художествено слово

## Стопанство

### ТКЗС „Вълко Червенков“
През 1949 г. в Полски Сеновец е създадено Трудово кооперативно земеделско стопанство „Вълко Червенков“. Стопанството е учредено първоначално от 55 членове-кооператори. За нов комплекс на дружеството е определен терен на юг от Табак махала. На този терен за построени първите стопански постройки на дружеството. Обработваемата земя в началото е възлизала на 2241 дка. В дружеството е влизал селскостопански трактор, 6 редосеялки, 42 редосеялки и други селскостопански технически приспособления. В стопанството се причисляват и 38 броя волове и 11 коня и други животни. През следващите години се увеличава броя на кооператорите. Един от първите автомобили в селото е собственост на стопанството – ГАЗ Победа (1952). През 1956 Министерството на земеделието награждава дружеството с грамота и мотоциклет К-55 с кош, поради добрата реколта и производство на памук.

### ТКЗС „Христо Ботев“
През 1956 стопанството е преименувано на ТКЗС „Христо Ботев“. За селскостопански дейности е използван трактор „Зетор“. Избират се нови площи за сеитба на ръж, фасул и арпаджик. Към кооперацията се създават овцеферма и конеферма в землището на селото.
За превоз на произведената продукция и транспортиране на работната бригада се използва камион ГАЗ.

### ОТКЗС „Георги Димитров"
През 1958 г. се лансира идеята за обединяване на стопанствата в региона и Народна република България. В края на годината се учредява Обединено Трудово кооперативно земеделско стопанство „Георги Димитров“ с център Полски Сеновец. Към него влизат стопанството на селата Сашено (днешно Петко Каравелово), Куцина и Градина (днешно Стефан Стамболово). През 1965 е построена сградата на ТКЗС „Георги Димитров" на самия площад до сградата на народното читалище „Надежда 1883“. Следващото десетилетие носи нови машини на дружеството. За стопанските нужди се използват българските трактори:„Болгар ТЛ-30“, „Болгар ТЛ-60“. През следващите години са закупени трактори съветско производство ЮМЗ-6 и ХТЗ Т-150. В състава на ТКЗС „Георги Димитров" за транспорт се използват три мини автобуса „Чавдар 5Ц“.
В селото силно развито е било говедовъдството. В селото е имало различни породи едър рогат добитък. Екип от инженери посещава ръководството на дружеството и е направен проект за напоителна система и е реализиран със средства предимно от ТКЗС „Георги Димитров". Благодарение на тази система няколко години дружеството е получило добра реколта от ориз. Стопанството закупува комбайни машини E302, използвани за култури като: пшеница, овес, ръж и други. Дружеството е раздържавено през 1989 г.
- Манол Тангълов – председател на ТКЗС „Георги Димитров" в периода 1958 – 1980

През 1974 стопанството влиза в Аграрно-промишлен комплекс „Янтра“-Полски Тръмбеш, а по-късно към АПК „Янтра“ се колективизира с ПАК Горна Оряховица.

#### Земеделие
Общата обработваема земя е 79 789 декара. Отглеждат се:
- Зърнени култури: пшеница (34%), ечемик (8%), царевица (12%), слънчоглед (9%), овес (6%), соя (5%), захарно цвекло (12%)
- Трайни насаждения с най-голям процент: лозя (19%), ябълки (11%), череши (9%), ракита (домашна върба).
- Зеленчукопроизводство: домат (22%), картоф (15%), зеле (8%).
- Други: лавандула (12%), тютюн „Вирджиния“ (10%)

#### Животновъдство
През 1958 г. са декларирани следните стойности за животновъдството в селото: говеда – 452 броя, свине – 343 броя, коне – 271 броя, овце – 2295 броя.

### Земеделска кооперация за производство и услуги „Златна нива“
На 26 декември 1989 година в селото се основава Комплексно земеделско стопанство. Учредители са 506 кооператори. През 2006 година поради некоректни сделки, кооперацията не спазва своите задължения към жителите на Полски Сеновец и хората са принудени да закупуват хляб от други производители, без да могат да използват своите купони за хляб. Това е пример за лоша областна и държавна политика. Пшеницата на хората е продадена поради съмнителни сделки на общината и областта и властта не може да определи къде точно са потънали средствата.
През 2009 година поради финансовите затруднение дружеството е ликвидирано.

### Земеделски стопанства
„Тера – клас“, „Арком – норд“ дружествата собственост на Валентин Арнаудов се колективизират с дружества от други села за взаимно зеленчукопроизводство и намиране на нови пазари.

## Индустрия

### Подем ЕООД – Полски Сеновец
Битов комбинат „Янтра“-Полски Сеновец е основан през 1969 г. Първи директор на комбината е Богдан Иванов. Цехът е произвеждал продукция на стойност 1,2 млн. лева, като продукцията е била изнасяна на три континента. През 1985 година, работниците в предприятието са били приблизително 170 души. През 2010 в предприятието работят около 20 служители. Фирмата има свои цехове в Полски Тръмбеш и село Павел. Цехът в Полски Сеновец е предназначен за производството на различни механични и електрически елементи за домакински електроуреди, електроуреди за селското стопанство и нагреватели.
- Строителна кариера – Полски Сеновец
- Газоразпределителна станция Полски Сеновец
- През землището на Полски Сеновец е минавал газопровода СССР – НРБ.

## Транспорт

### Автомобилен
Главен път Е85, който е включен в международен транспортен коридор и свързва градовете Русе, Велико Търново и Стара Загора, минава на 3 km от Полски Сеновец. В началото на 70-те години е поставена нова асфалтова настилка на отсечката, която свързва Полски Сеновец с главен път Е85.

### Железопътен
През 1900 г. е построена едноколовозна железопътна линия Русе – Стара Загора.
Няколко десетилетия по-късно е построена железопътна спирка Полски Сеновец. Тя се намира при разклона за селото.

## Културни и природни забележителности

### Традиционна кухня
Старите рецепти предавани в селото, носят типичния очерк на традиционната българска кухня. Българите в селото след освобождението са ценели храната и старите рецепти са свързани с основните култури отглеждани в селото. Пшеничен хляб и погачата са неизменна част от трапезата на сеновчанина. Бобът, пиперът и картофите се превръщат в основа на кулинарните рецепти в селото. Бобът се използва за чорби, салати и яхнии. Други основни ястия специфични за региона са лучена яхния, пълнен пипер, лозови сарми. Ошавът и сушените плодове през есента и зимата също са част от трапезата на жителите на селото.

### Празници
- 1 януари – Васильовден, Нова година
- 8 януари – Бабинден
- 14 февруари – Трифон Зарезан
- 17 февруари – Тодоровден
- Великден
- 25 декември – Рождество Христово

## Редовни събития
- Сбор – 10 юни
- Сбор по старому – 22 октомври – последната неделя на октомври, когато нощта е с един час по дълга.
- Сбор – 21 юни(до 1944)

## Спорт
- Физкултурно дружество „Ботев“ – Полски Сеновец е учредено през 1952 година. Създават се отбори по футбол, баскетбол и волейбол. От спортното дружество има изявени спортисти в спортовете:лека атлетика и борба. Волейболния отбор печели първото място по време на Селската спартакиада през 1965 година.

### Футболен клуб „Спартак“
В Полски Сеновец се създава ФК „Полски Сеновец“ в средата на 50-те години. ФК Спартак-Полски Сеновец в първите години участва в Общинската Футболна група в Полски Тръмбеш. Отборът взима участия и в Областна Футболна Група Велико Търново. Отборът печели областната лига през 1957 година. Един от най-успешните треньори на отбора през средата на 60-те години е Иван Тонков. Под негово ръководство отборът печели през 1964 година „Б“ източна група и влизат в Елитната областна група. „Спартак“ печели и Б група в зона „Трапезица“ сезон 1968/1969.

## Личности от Полски Сеновец
- полк. Стефан Михтиев – ветеран от Втората световна война
- кан. Атанас Иванов Георгиев – български войник, загинал по време на Балканската война
- Димитър Михайлов Тангълов (1932 – 2023) – зам. директор на Централен Военен Архив във Велико Търново, изследовател с многобройни публикации на използването на самолета за военни цели през Балканската воина.
- Любен Прашков – професор във ВТУ, Художествена академия, Нов български университет, изкуствовед и реставратор
- проф. д-р Иван Камбуров – преподавател в катедра История на философията, СУ „Св. Климент Охридски“
- доц. Трендафил Ангелов Трендафилов – доцент по технология на графиката във Великотърновски университет, специализира в Санкт Петербург, Русия. Автор на книгата „Литографията“ Изд. Астра 2006 /ISBN 9789543500103
- подполковник Иван Тодоров Панайотов
- капитан Валентин Димитров Бърдаров
- Ралица Николова – художник
- Миглена Тошева – преподавател в Национална спортна академия, състезател по олимпийско гребане, участник на Олимпийските игри в Монреал през 1976 година
- Маринела Йорданова – инженер и учен в областта на безопасността, преподавател в Технически университет Варна
- Йордан Михтиев – инженер и политик, кмет на община Горна Оряховица в периода 2007 – 2011 г.
- Венко Тонков – скулптор, преподавател във Великотърновски университет
- д-р Тихомир Тонков – главен експерт в Държавен архив Велико Търново, в състава на Държавна агенция „Архиви“ към МС, съавтор на книгата „Кметовете на Полски Тръмбеш", съвместно с директора на Исторически музей – Полски Тръмбеш, доц. д-р Христо Харитонов. 2011 г.
- Йордан Лазаров – дългогодишен преподавател в ТМТ „Васил Левски“ Горна Оряховица, спортен деятел и общественик